# Vaskularne malformacije kičmene moždine
Vaskularne malformacije kičmene moždine spadaju u grupu heterogenih poremećaja krvih sudova koji dovode do lezije kičmene moždine na direktan ili indirektan način. Kičmena moždina je sastavljena od neuronskih puteva, glijalnog tkiva i prepletenih vaskularnih struktura koje vrše perfuzuju kičmenog parenhima. Vaskularne malformacije kičmene moždine (koje mogu biti arterijski i venski) predstavljaju heterogenu grupu poremećaja krvnih sudova koje direktno ili indirektno utiču na prokrvljenost parenhima kičmene moždine. 
Ova grupa malformacija se sastoji od spinalnih arteriovenskih malformacija (skraćeno u daljem tekstu AVM), duralnih arteriovenskih fistula (skraćeno  u daljem tekstu  AVF), spinalnih hemangioma, kavernoznih angioma i aneurizmi. Fokus ove stranice je na najčešće vaskularne malformacija kičme, AVM i AVF. 
Kod ovih malformacija, iako ne  postoji kapilarna mreža,  malformacije se sastoje od abnormalnih veza između normalne arterijske i venske cirkulacije Kao rezultat toga, venski pritisak raste, a to stvara mogućnost nastanka hemoragije (krvarenja) ili infarkcije.
Iako su AVM i AVF retki poremećaji oni mogu izazvati razna neurološka pogoršanje. Tačna dijagnoza je važna jer ove lezije mogu biti reverzibilan uzrok mielopatije. Poboljšane slikovne metode pregleda kićmene moždine, kao što su MRI i angiografija, dali su dodatni uvid u anatomiju i patofiziologiju ovih lezija. Pored toga, manje invazivne opcije lečenja, kao što su neuroendovaskularni hirurški pristupi, trenutno se dalje istražuju.
Klinički simptomi uključuju progresivnu paraparezu, parestezije, poremećaje funkcija mokraćne bešike i creva.

## Istorija
Spinalne vaskularne malformacije su prepoznate kao potencijalni uzrok mielopatije pre više od 100 godina, kada je 1914. godine Charles Elsberg obavio prvu uspešnu operaciju jedne od malformacija kičmene moždine.
Kada je šezdesetih godina 20. veka došlo je do značajnog napretka u tehnikama spinalne angiografije, to je dovelo do daljeg razumevanja mogućih vaskulaturnih promena i patofiziologije vaskularnih malformacija kičmene moždine. 
Kendall i Loque, koristeći se savremenim modelima snimanja, definisali posebnu podgrupu spinalnih AVMs i klasifikovali ih kao duralne spinalne AVFs. Potom su 1977. isti istraživači tretirali ove lezije manje-invazivnom tehnikom direktnog ligiranja uzroka fistule duž duralnog rukavca, sa dobrim rezultatima.
Tretman malformacija kičmene moždine se dodatno proširio u 21. veku upotrebom interventne neuroradiologije. Dok se sa daljim poboljšanjima u angiografiji kičme i endovaskularnim tehnikama, ove lezije danas mogu lečiti embolizovananjem bilo primarnim tretmanom bilo kao dodatak otvorenim mikrohirurškim tehnikama.

## Relevantna anatomija
Da bi se uspešno razumele i tretirale arterijske i venske malformacije kičmene moždine, neophodno je dobro znanje o normalnoj vaskulaturi kičmene moždine. Iako je distribucija kičmenih krvnih sudova prilično promenljiva i nedosledna, ipak su glavni krvni sudovi konzistentniji.
U vaskularizaciji kičmene moždine učestvuju: 
- arteria spinalis anterior,
- dvе arteriae spinales posteriores,
- ramii spinales a. vertebralis,
- a. cervicalis profundae,
- aa. intercostales,
- aa. ileolumbales,
- aa. lumbales,
- aa. sacrales laterales.[6]

Aorta doprinosi protoku krvi kroz segmentne arterije, koje, zauzvrat, obezbeđuju spinalne medularne i radikularne arterije. Radikularna arterija obezbeđuje cirkulaciju duralnim strukturama i korenima nervna. Ovo arterija je načelno uključena u formiranje spinalne arteriovenske fistule (AVF) i povezivanje sa medularnim spinalnim venama. Ovec međularne arterija račvaju se u prednje i zadnje, a zatim se spajaju i formiraju kičmenu arteriju.
Prednja spinalna arterija
Prednja spinalna arterija (lat. a. spinalis anterior) odvaja se od a. vertebralis u visini produžene moždine sa dva korena koji se odmah spajaju u jednu arteriju. Spušta se prednjom stranom kičmene moždine i u visini konusa anastomozira se sa a. spinales posteriores. Prednja spinalna arterija hrani 75% tkiva kičmene moždine.
Zadnje spinalne arterije
Zadnje spinalne arterije (lat. aa. spinales posteriores) se odvajaju se od a. vertebralis intrakranijalno i spuštaju se zadnjom stranom kičmene moždine i na nivou konusa anastomoziraju sa prednjom. Hrane preostalih 25% tkiva zadnjeg dela kičmene moždine. 
Spinalne grane
Spinalne gran (lat reami spinales) segmentanih arterija ulaze u kičmeni kanal kroz međupršjenske otvore, i potom se dele na prednju i zadnju granu koje su uzdužnim granama povezane sa ograncima susednih segmentalnih arterija, kao i sa ograncima spinalnih arterija. Tako nastaju uzdužna anastomotička stabla oko kičmene moždine.
Tri spinalne arterije skupa sa uzdužnim anastomotičnim granama grade tri uzdužna snopa oko kičmene moždine: tractus arteriosi ventralis, dorsalis et dorsolateralis. Međusono povezani čine vasocorona perimedullaris Adamkiewicz.
Od spomenute mreže odvajaju se probojne ili intraspinalne grane, koje hrane sivu i bielu masu. 

### Vaskularne zone
Na kičmenom stupu postoje tri vaskularne zone kičmene moždine:
Cervikotorakalna vaskularna area —  koja obuhvata sve cervikalne i prva dva ili tri torakalna segmenta kičmene moždine. Dobija ishranu od spinalnih arterija, i segmentalnih ogranaka od dubokih cervikalnih i gornjih interkostalnih arterija, retko a. cervicalis ascendens. 
Srednji torakalni region (segmenti th3-th4 do th7) — ima slabije vaskularno snabdevanje (Watershed zone), što ga čini mnogo osjetljivijim na vaskularne inzulte, naročito hipoksiju. Dobija vaskularizaciju od samo jedne radikularne arterije koja ulazi sa th4, th5 ili th7 nervnim vlaknima.
Torakolumbosakralna area — proteže od th8 segmenta pa do konusa. Hrani je Adamkiewiczeva arterija (lat. a. radicullaris anterior magna Adamkiewicz). Obično vodi poreklo od desete interkostalne arterije. Kod 80% osoba nalazi se sa leve strane, u 85% slučajeva locirana je između th9 i L2, i u 15% osoba nalazi se u nivou th5 i th8. Ova arterija hrani oko 90% tkiva kičmene moždine ispod th8 segmenta.

## Venska drenaža
Što se tiče venske drenaže, ona je slična arterijskoj i na isti način prati arterijsku. Sulkalne vene dreniraju se u anteromedijalnu vensku porciju, dok iz područja zadnjeg funikulusa venska drenaža ide u zadnje longitudinalne vene. Dalje se venska drenaža odvija u unutrašnji vertebralni pleksus koji se nalazi u epiduralnom prostoru. Iz njega se venska krv drenira u područje torakalnih, lumbalnih ili iliolumbalnih vena. Njihova povezanost za prostatičkim venskim spletom verovatno predstavlja jedan od puteva za distribuciju metastatskih lezija.
Vene kičmene moždine i periduralnog venskog spleta su jedinstven u poređenju sa drugim venskim pleksusima u telu. Ova mreža venskih sudova nema valvule i na taj način ne sprečava retrogradni venski tok. Stoga, ovaj sistem bez talasanja dozvoljava arterijskoj fistuli iz radikularne arterije da stvori zagušenje kroz ceo venski splet, koji se može manifestovati kao spinalna ishemija.

## Etiologija
Etiologija vaskularnih malformacija kičmene moždine nije jasno definisana. Intraduralne parenhimalne malformacije nastaju u mlađoj populaciji pacijenata i veruje se da su urođene. Međutim, spinalne arterijske duralne fistule najčešće se javljaju kod starijih populacija, za koje se veruje da su posledica traume. 
Malformacije tipa AVF-a se razvijaju u blizini kičmene duralne arterije, gde formirajući abnormalnu arteriovensku komunikaciju sa venskom cirkulacijom.

## Klasifikacija vaskularnih malformacija
Anson i Spetzler su, 1992. godine, izvršili klasifikaciju vaskularne malformacije kičmene moždine u četiri kategorije.
I kategorija
Prvi tip je duralna arteriovenska fistula (AVF) koja nastaje na duralnom rukavcu korena živca. Najčešći je tip malformacija, koja čini 70% svih spinalnih vaskularnih malformacija. Nastaje kada jedan arterijski ogranak razvija fistulu sa spinalnim venskim krvnim sudovima. 
Zbog sporosti tokaduralne AVF, krvarenje se retko javlja. Veruje se da se većina duralnih AVF dešava spontano, ali tačna etiologija je i dalje nepoznata.
Bolesnici s tipom jedan malformacije postaju simptomatski jer AVF stvara vensku kongestiju i hipertenziju, što rezultuje hipoperfuzijom i edemom kičmene moždine. 
Najviše se javljaju spontano, ali i do 40% mogu biti traumatske. Ove lezije su najčešće kod muškaraca između pete i osme decenije života.
II kategorija
Drugi tip spinalnih arteriovenskih malformacija (AVM) se često naziva glomus arteriovenska malformacija. Ova malformacija (koja čini 20% svih spinalnih vaskularnih malformacija), sastoji se od čvrsto nabijene grupe arterijskih i venskih krvnih sudova (u obliku gnezda ili nodusa) unutar kratkog segmenta kičmene moždine. 
AVM lezije su obično prisutne kod mlađih bolesnika sa akutnim neurološkim pogoršanjem. 
Stopa smrtnosti vezana za tip II malformacije je oko 17,6%. Nakon početnog krvarenja, stopa rekrvarenja je 10% u prvih mesec dana i 40% u prvoj godini.
III kategorija
Treći tip su arteriovenske abnormalnosti krvnih sudova parenhima kičmene moždine. Oično su to opsežne lezije sa abnormalnim krvnim sudovima. Može biti i intramedularna i ekstramedularna. Ove lezije se najčešće javlja kod mladih odraslih i dece.
IV kategorija
Četvrti tip su intraduralne ekstramedularne AVFs na površini kičmene moždine, a koje proizlaze iz direktne komunikacije između spinalne arterije i vene bez interponirane vaskularne mreže. 
Ona se obično vidi u bolesnika koji su između treće i šestog desetljeća života.

## Klinička slika

### Tipične karakteristike pacijenata sa duralnim AVF (kategorija I)
Pacijenti sa spinalnom AVF su najčešće stariji od 40 godina. Bollest se javljaju mnogo češće kod muškaraca nego kod žena. Simptomi se intenziviraju tokom dužeg perioda koji trtaje nekoliko meseci i uključuju progresivnu slabost nogu i istovremene poteškoće sa crevima. Bol je tipičan i lokalizovan u distalnim i zadnjim delovima kičme u predelu grudnog koša, bez značajne radikularne komponente. Mada se može javiti i bolna radikulopatija. Aktivnost ili promena položaja tela mogu pogoršati simptome u grudnom ili lumbalnom regionu i mogu dovesti do venske kongestije grudne kičmena i pojave slabosti u udovima.
Ove lezije mogu se pogrešno dijagnostikovati kao spinalna stenoza i neurogena klaudikacija. Tipična istorija bolesti pacijenta sa spinalnom klaudikacijom obično ne uključuje slabosti ekstremiteta, ali može uključiti bola sličan onom kod kičmenog duralnog AVF-a.

### Tipične karakteristike pacijenata sa intraduralnim AVM (kategorija II—IV)
Tipičan pacijent sa intraduralnim AVM, je osoba mlađi od 30 godina. Klinička slika se karakteriše pojavom subarahnoidalne ili intraparenhimalne hemoragije, fenomen vaskularnog kraka, a retko i masovnih efekatima na kičmenoj moždini.
Pacijenti sa intraduralnim malformacijama u kičmi su tipični predstavnici akutne ili intraparenhimalne ili subarahnoidne hemoragije. Pacijenti sa subarahnoidalnom hemoragijom mogu doživeti nagli početak bolesti sa teškom glavoboljom, meningizmom ili fotofobijom. Akutna subarahnoidna hemoragija sa jakim  bolovima u leđima se naziva coup de poignard. U diferencijalnoj dijagnozi trebalo bi razmotriti spinalnu AVM kod svakog pacijenta sa subarahnoidalnom hemoragijom koji ima negativne rezultate cerebralne angiografije.
Ako je hemoragija intraparenhimalna, ona kod pacijenta dovvodi do iznenadnog neurološkog pogoršanja, iznenadna pojavu bola u različitim nivoom kičme i neuroloških funkcionalnih ispada. Retko,je kod  pacijenta prisutna pojave vaskularnog kraka, u kojima oksigenirana arterijska krv struji kroz AVM uzrokujući hipoperfuziju u okolnom normalnom parenhimu.
Na kraju, kod pacijenta sa intraduralnim lezijama mogu biti prisutni i izraženi efekti uzrokovanim rastom AVM-a. Povećanje vaskularnih malformacija oštećuje okolno neuronsko tkivo, i na taj način remati neurološku funkciju.

## Dijagnoza
Dijagnoza se postavlja na osnovu anamneze, kliničkog neurološkog pregleda, slikovnih neuroradioloških metoda i dopunskih laboratorijskih testova.

### Slikovne metode
Obična radiografija obično nije korisna za dijagnozu. Međutim CT skeniranje može prikazati dilatirane krvne sudove u tekalnoj vrećici, ali nalazi su obično normalni. Ako pacijent ima simptome subarahnoidne hemoragije, CT skeniranje pokazuje krv u kičmenoj tečnosti.
Nalazi mijelografije, sa ili bez CT, pokazuju dilatirane krvne sudove u intraduralnom prostoru. Ovaj modalitet slike je veoma osetljiv i detaljno prikazuje ove abnormalnosti. Sobzorom da je ovo invazivna procedura ona zahteva ubrizgavanje kontrastnog agensa u tekalnoj vrećici. Glavobolja kao postproceduralna komplikacija nije neuobičajena.
MRI je neinvazivna slikovna metoda. Meka tkiva i neuronalni elementi su detaljno vizualizirani ovom tehnikom. Razvedeni intraduralni sudovi mogu se posmatrati kao prazne bez sadržaja ili se mogu videti kao prostori ispunjeni kontrastom. MRT se može proceniti edem ili krvarenje u parenhimu kičmene moždine. Tačna lokacija fistule ne može se odrediti.
MRA ili CTA su neinvazivni modaliteti koji se koriste za identifikaciju bilo kog nenormalnog krvnog suda.   
Arteriografija je kriterijum standardnog modaliteta za vizualizaciju arteriovenskih malformacija (AVMs). Ovo je dinamična studija koja omogućava vizualizaciju patologije u realnom vremenu, omogućavajući procenu AVM-a sa visokim protokom i malim protokom. Osim toga, lokacija fistule može se vizualizirati. Arteriografija je invazivna procedura koja može izazvati morbiditet, kao što je ishemija mozga, cerebralni vaskularni insult i vaskularna disekcija.
Tipično, MRI kičme se naručuje kao metoda prvog reda za otkrivanje vakcinalnih vaskularnih malformacija. Ako se i dalje sumnja na spinalnu vaskularnu malformaciju, potrebno je uraditi digitalnu angiografiju za oduzimanje (DSA) da bi se prikazali vrlo mali krvni sudovi kičmene moždine. 
Zbog mogućih komplikacija DSA, MRA ili CTA se mogu koristiti za određivanje nivoa arterije kičmene moždine koja vrši njenu ishranu i time se ograničiti koliko je potrebno za izvođenje DSA procedure.

### Laboratorijski testovi
Nijedna laboratorijski test nije koristan za dijagnozu vaskularnih malformacija kičmene moždine. Međutim, kod pacijent sa simptomima subarahnoidne hemoragije, nakon CT skeniranja, lumbalna punkcija pokazuje prisustvo krv u kičmenoj tečnosti.

## Terapija

### Endovaskularna embolizacija
Endovaskularna embolizacija je minimalno invazivna hirurška procedura koja se koristi za smanjenje rizika od krvarenja i drugih komplikacija povezanih sa AVM kičmene moždine.
U endovaskularnoj embolizaciji, kateter se ubacuje kroz arteriju u nozi i postepeno plasira do arterije u kičmenom stubu koja dovodi krv u AVM. Potom se mala čestica supstance poput lepka injektira da blokirala arteriju i smanjila dotok  krvi u AVM.
Endovaskularna embolizacija se često koristi u kombinaciji sa hirurškim operacijama kičmene moždine. Lekar može preporučiti endovaskularnu embolizaciju i pre operacije kako bi smanjio rizik od krvarenja tokom operacije ili smanjila veličina AVM-a kako bi operacija bila uspešnija.

### Kontraindikacije
Postoje samo relativne kontraindikacije za hiruršku oblitaciju mesta fistule, ali ne apsolutnih kontraindikacija. Neke od ovih relativnih kontraindikacija uključuju hemodinamski nestabilnog pacijent, aktivnu infekciju i srčanu nestabilnost.

## Napomene
1. ↑  Ovo je veoma važno imati u vidu pri izvođenju operacija na kičmenoj moždini u spomenutoj regiji

## Literatura
|  | Molimo Vas, obratite pažnju na važno upozorenje u vezi sa temama iz oblasti medicine (zdravlja). |